# Celle dei Puccini
Celle dei Puccini è una frazione del comune di Pescaglia in provincia di Lucca. 

## Storia
La frazione fino al 1971 era denominata semplicemente Celle. Quell'anno il comune di Pescaglia, con delibera del 28 maggio, ha stabilito di cambiarne in nome in Celle dei Puccini in onore di Giacomo Puccini. Il musicista era infatti molto legato a quel paese dove era nato suo nonno Giacomo e dove aveva trascorso molti periodi della sua infanzia.

## Museo Casa dei Puccini
Il Museo Casa dei Puccini è stato istituito nel 1976 grazie all'impegno dell'Associazione lucchesi nel mondo. In esso sono raccolti importanti cimeli pucciniani donati dall'Associazione stessa e da Alba e Nelda Franceschini, nipoti di Giacomo Puccini (figlie di Ramelde - sorella del compositore - e Raffaello Franceschini), nonché da altri eredi.